# Braziliaanse kraaier
De Braziliaanse kraaier, in het Portugees "Galo músico" genoemd, is een in Brazilië algemeen bekend, doch niet gestandaardiseerd hoenderras, behorende tot de langkraairassen.

## Kenmerken
Door kruisingen in het verleden bestaan er veel varianten in kleur, vorm en tekening. De grondvorm is langgerekt, de poten en snavel zijn geel. De haan kenmerkt zich door het lange kraaien, wat tot 12 seconden duren kan. De oorsprong van de Braziliaanse kraaier wordt gezocht bij door Duitse immigranten in de 19e eeuw meegebrachte Bergse kraaiers. In Brazilië werden de dieren onder andere met lokale vechthaanrassen gekruist, wat regelmatig tot erwtenkammen en afwijkend gekleurde oorlellen geleid heeft. In de jaren 60 zijn opnieuw bergkraaiers uit Duitsland ingekruist.